# Булуктинское сельское муниципальное образование
Булуктинское сельское муниципальное образование — сельское поселение в Приютненском районе Калмыкии. Административный центр — посёлок Бурата.

## География
СМО находится в северо-восточной части Приютненского района Калмыкии, на Ергенинской возвышенности. Территория СМО включает два участка, разделённых между собой территорией Элистинского городского округа. Общая площадь земель в границах муниципального образования составляет 14951 га или 149,51 км?.
Основной участок граничит на севере и юге с Элистинским городским округом, на востоке — с Целинным районом (Вознесеновское сельское муниципальное образование), на западе — с Песчаным СМО.
Второй участок граничит на востоке с Элистинским городским округом, на юге — с Первомайским СМО, на юго-западе — с Нартинским СМО, на севере и западе — с Песчаным СМО.
Территория Булуктинского СМО располагается в зоне сухостепных ландшафтов.

### Климат
Территория поселения по климатическому районированию относится к зоне резко континентального климата. Увлажнение недостаточное. Суммарное количество осадков в среднем за год составляет в среднем 285 мм. Ветра имеют преимущественно восточное и северо-восточное направление. Территория поселения периодически подвергается суховеям и засухам. Положительной особенностью климата является продолжительный вегетационный период с большой суммой активных температур.

### Почвы
Хорошо развитый микрорельеф территории создает условия для комплексности почв. В мелких понижениях сформировались солонцы, на водоразделах - светло-каштановые почвы, которые на склонах в той или иной степени смыты. По отрицательным элементам рельефа в условиях дополнительного поверхностного увлажнения за счет вод местного стока сформировались полугидроморфные почвы (лугово-чернозёмные, лугово-каштановые и лугово-бурые), которые по сравнению с зональными (автоморфными) почвами имеют большую мощность перегнойных горизонтов и относительно высокую гумусированность.

## История
Границы Булуктинского СМО установлены Законом Республики Калмыкия от 17 июня 2002 года № 217-II-З "Об установлении границ Булуктинского сельского муниципального образования Республики Калмыкия".
Несмотря на то, что посёлок Нарын входит в состав Булуктинского сельского муниципального образования, территориально он расположен в пределах городского округа Элиста. Это обуславливает необходимость соответствующих изменений границ городского округа Элиста и Приютненского района Калмыкии.

## Население
| 2002  | 2010  | 2011  | 2012  | 2013  | 2014  | 2015  |
| ----- | ----- | ----- | ----- | ----- | ----- | ----- |
| 1052  | ↗1156 | ↘1149 | ↗1170 | ↗1201 | ↗1209 | ↘1188 |
| 2016  | 2017  | 2018  | 2019  | 2020  | 2021  |       |
| ↘1166 | ↘1146 | ↗1152 | ↘1133 | ↘1112 | ↘1101 |       |

Демографическая ситуация в целом стабильная, последние десятилетия в поселении наблюдается естественный прирост и миграционный отток населения. В целом, последние 10 лет наблюдается увеличение численности населения СМО.

### Национальный состав
По данным Всероссийской переписи населения 2010 года:
| Национальность | Численность (чел.) | Процентное соотношение |
| -------------- | ------------------ | ---------------------- |
| Калмыки        | 844                | 73,01%                 |
| Русские        | 245                | 21,19%                 |
| Даргинцы       | 39                 | 3,37%                  |
| Другие         | 27                 | 2,34%                  |
| Не указана     | 1                  |                        |
| Всего          | 1 156              | 100,00%                |

## Состав поселения
| № | Населённый пункт | Тип населённого пункта          | Население |
| - | ---------------- | ------------------------------- | --------- |
| 1 | Бурата           | посёлок, административный центр | ↘580      |
| 2 | Нарын            | посёлок                         | ↗540      |

## Экономика
В настоящее время основная часть территории СМО используется для сельскохозяйственного производства. Промышленное производство отсутствует. Ведущая отрасль сельского хозяйства на территории поселения – животноводство. Ведущие формы организации производства: крестьянско-фермерские хозяйства и личные подсобные хозяйства. Предприятия первичной переработки сельскохозяйственного сырья отсутствуют. Пищевая промышленность отсутствует.